# Leptoglossis linifolia
Leptoglossis linifolia är en potatisväxtart som beskrevs av George Bentham och Hook. f. Leptoglossis linifolia ingår i släktet Leptoglossis och familjen potatisväxter. Inga underarter finns listade i Catalogue of Life.